# サニーブライアン
サニーブライアン（欧字名:Sunny Brian、1994年4月23日 - 2011年3月3日）は、日本の競走馬、種牡馬。
1997年の皐月賞（GI）と東京優駿（日本ダービー、GI）をともに人気薄で制し二冠を達成、同年のJRA賞最優秀3歳牡馬に選出された。主戦騎手は大西直宏で、すべてのレースに騎乗した。逃げの伏兵と呼ばれた。

## 現役時代

### 皐月賞まで
1996年10月5日、東京競馬場の新馬戦（芝1800メートル）にて3番人気でデビュー。同競走にはウイニングチケットの全妹スカラシップも出走していたが、スタートから先頭に立ち、逃げ切り勝ちを収めた。その後、3歳500万円以下の百日草特別で5着、続く府中3歳ステークスに出走し、スピードワールドに次ぐ単勝2番人気に推されたが小倉3歳ステークス優勝馬ゴッドスピードの7着に敗れた。
その後、3歳500万円以下条件のレースを2度使うも勝つことができず、2勝目を挙げたのは年明け6戦目の中山芝2000メートルのオープン特別・ジュニアカップだった。スタートから先頭に立ち、スローペースに落としそのままゴールし、オープン馬となった。次走の皐月賞トライアル・弥生賞で道中4番手追走ながらランニングゲイルの3着に入り、皐月賞の優先出走権を得た。太りやすい体質であったサニーブライアンは優先出走権を既に持っていながら、中2週で再び皐月賞トライアル・若葉ステークスに出走、生涯最初で最後の1番人気となった。結果は逃げることができず、シルクライトニングの4着に敗れた。この敗戦により皐月賞では人気を格段に落とすこととなる。

### 皐月賞
9戦目の皐月賞では11番人気、大外18番枠となった。スタートダッシュがあまり良くない馬のため、大西直宏は外から包まれない大外枠を事前に望んでおり、まさに思惑通りとなった。道中掛かり気味に飛ばすテイエムキングオーにいったん先頭を譲るが、第3コーナー辺りから再び先頭に立つと、そのまま2着のシルクライトニングをクビ差振り切り勝利した。メジロブライトやランニングゲイルら同レースの上位人気馬が揃って差し・追い込み脚質だった事もあり、サニーブライアンの勝利は「後方待機していた馬が牽制しあい、また不利を受けたことによるフロック（まぐれ）」という評価が大半であった。インタビューで大西は「今まで乗った競馬の中で一番長い直線だった」と、発言している。なお大西は皐月賞初挑戦・初制覇となった。

### 日本ダービー
日本ダービーの前にもダービートライアル・プリンシパルステークス出走を予定していたが、調教中に未勝利馬に蹴られて外傷を負ったため、同レースを回避し、ダービーへ直行することになった。皐月賞の優先出走権があるにもかかわらず再び皐月賞トライアル競走に出走し、さらに皐月賞勝利後はダービートライアル競走に出走させようとした中尾銑治調教師によるローテーションは、当時「（レースに）使いすぎ」と言われた。中尾は「使わないと馬が太くなりすぎる」と説明した一方で、評論家の大川慶次郎は「皐月賞を勝つほどの馬なら、自分で体を作るはず」と、レースを使おうとする調教師の姿勢を批判した。
主戦騎手の大西も引退後に発表した著書にてこのローテーションには反対で、プリンシパルステークスへの出走を正式決定した場合は身体を張ってでも阻止するつもりだったことを明らかにしており、結果的に出走回避となった時は安堵したという。大西によれば、このようにハードなローテーションを課した背景には、調教助手（当時）が昔気質で、ちょっとでも馬体が太くなれば完璧なまでに調整しようとするために調子の維持や疲労回復といった面を重視せず、さらには調教師の中尾もそれに流されてしまっていたことを明らかにしている。
出走前の併せ馬調教では、当時“芦毛の怪物”と言われ、また『調教横綱』としても知られていたスピードワールドに先着したことが話題になる。それを見た大川慶次郎は「この馬はやはり強い」と思い直し、ダービーの予想で印を打った。大川はかねてから「皐月賞はフロックだった」との評価に対し、「GIにフロックがあるのだろうか？」との疑問を抱いており、この併せ馬を目の当たりにして「やはりGIにフロックはない」と確信したという。また、皐月賞でランニングゲイルに騎乗した武豊が、皐月賞後に「本当は大西さんのような競馬をしたかったけどできなかった。あの馬、相当強いですよ」と周囲に語っていたことを杉本清が明かしている。
それでも、ダービーでは単勝6番人気（発走直前に競走除外されたシルクライトニングの方が上位人気だったため、実質は7番人気）と相変わらず低評価であった。枠番は皐月賞と同じ18番で、大外枠を希望していた大西直宏は自身が枠番抽選で大外18番を引いたとき、勝利を確信したという。
皐月賞以降、大西は「逃げ宣言」を繰り返していた。もし仮に、同じく出走している逃げ馬のサイレンススズカが逃げていれば、同馬がハイペースで飛ばし、これに巻き込まれてしまうことが濃厚だったが、「もし先手を奪いに行っても、サニーブライアンは絶対に退かない。それでは共倒れになると思った。」とレース後にサイレンススズカに騎乗していた上村洋行が答えたように、他馬が逃げを控えたことで、レースではスタートから先頭に立ち、ややスローペースの単騎逃げの体勢を作ることに成功した。この展開に『Grade-A』で後付実況を担当していた杉本清は「おのおの方、油断めさるな、何といっても皐月賞馬だ」と実況している。そして、東京競馬場の長い直線でスパートし、スタートから一度も先頭を譲ることなく2着のシルクジャスティス、メジロブライト、ランニングゲイルら6頭が後方から追い込んで来た集団を1馬身抑えてクラシック二冠目も勝利した。ゴール入線直前、フジテレビのテレビ中継で三宅正治は「これはもう、フロックでも、なんでもない!二冠達成!」と叫んだ。
レース後のインタビューでは「皐月賞で勝った割に評価が今一つ（7番人気）だったのはどう感じているか」との質問に対し、大西は「評価はどうでもよかった。1番人気はいらないから1着だけ欲しい、と思っていました」と語っており、この発言はサニーブライアン及び大西を象徴する言葉として現在でも知られる。また、「今日の府中の直線は（皐月賞と比べて）どうだったか」という質問に対し、大西は「（308メートルしかない）中山よりも（525.9メートルの府中の方が）短く感じた」と答え、ダービーでのサニーブライアンの強さを強調した。
東京競馬場でダービーを観戦していた生産者の村下夫妻は、1着でゴールした瞬間嬉しさのあまり2人で抱き合って喜んだ。周りには大勢の人間がいたが、そんなことは全く気にならなかったという。サニーブライアンが先頭で直線に入った瞬間から夫妻は、「ほれっ、サニー、もう一息だ!ほれっ!ほれっ!!」と叫び続けていた。
ちなみに、日本ダービーでの逃げ切り勝利は1992年のミホノブルボン以来史上11頭目の快挙達成であるが、これ以降逃げ切り勝利馬は出ていない。最高は2006年アドマイヤメイン、2007年アサクサキングス、2018年エポカドーロで2着。
馬主の宮崎守保は、サニーブライアンがダービーを勝利したとき、サニーブライアン1頭しか現役競走馬を所有していなかった。このような例でダービーを勝利したのはJRA史上初のことであり、ほかの馬主たちからは「奇跡」と言われた。
大西騎手は勝利騎手インタビューで再度、菊花賞でも逃げて三冠を目指すことを宣言した。

### 引退まで
しかしその後、ダービーのレース後の放牧中に骨折が判明。全治に6ヶ月ほどかかることから、サニーブライアンは菊花賞を断念せざるを得なくなり、三冠馬になる夢は潰えた。ただ、この年の有馬記念でシルクジャスティスが古馬相手に勝利したことでサニーブライアンの二冠の価値は高まった。
翌1998年、骨折が癒えたサニーブライアンは目標を天皇賞（春）に定め、アメリカジョッキークラブカップから始動するつもりでいたが、今度は調教中に屈腱炎を発症してしまう。屈腱炎発症後、「来年（1999年）の天皇賞（春）を目指す」という話も当時各誌で言われていたが、結局復帰することなくそのまま引退し、種牡馬となった。

## 競走成績
| 年月日 | 年月日 | 年月日 | 競馬場 | 競走名         | 格      | 頭 数 | 枠 番 | 馬 番 | オッズ （人気） | オッズ （人気） | 着順 | 騎手     | 斤量 [kg] | 距離（馬場）  | タイム（上り3F） | タイム 差 | 勝ち馬/（2着馬）       |
| 1996.  | 10.    | 5      | 東京   | 3歳新馬        |         | 13    | 6     | 8     | 05.2            | 0（3人）        | 1着  | 大西直宏 | 53        | 芝1800m（良） | 1:50.4 (35.2)    | -0.4      | （スカラシップ）       |
|        | 11.    | 2      | 東京   | 百日草特別     | 500万下 | 12    | 5     | 6     | 03.5            | 0（2人）        | 5着  | 大西直宏 | 54        | 芝1800m（重） | 1:50.3 (38.4)    | -0.9      | クリスザブレイヴ       |
|        | 11.    | 17     | 東京   | 府中3歳S       | GIII    | 13    | 2     | 2     | 07.4            | 0（2人）        | 7着  | 大西直宏 | 54        | 芝1800m（良） | 1:50.6 (36.4)    | -0.9      | ゴッドスピード         |
|        | 12.    | 15     | 中山   | ひいらぎ賞     | 500万下 | 15    | 6     | 11    | 14.5            | 0（3人）        | 5着  | 大西直宏 | 54        | 芝1600m（良） | 1:37.0 (37.0)    | -0.8      | スピードワールド       |
| 1997.  | 1.     | 6      | 中山   | 若竹賞         | 500万下 | 16    | 4     | 7     | 05.7            | 0（4人）        | 2着  | 大西直宏 | 55        | 芝2000m（重） | 2:04.7 (38.4)    | -0.1      | ファンネルマーク       |
|        | 1.     | 18     | 中山   | ジュニアカップ | OP      | 7     | 3     | 3     | 05.2            | 0（4人）        | 1着  | 大西直宏 | 55        | 芝2000m（良） | 2:03.7 (36.5)    | -0.1      | （トキオエクセレント） |
|        | 3.     | 2      | 中山   | 弥生賞         | GII     | 14    | 3     | 4     | 15.5            | 0（5人）        | 3着  | 大西直宏 | 55        | 芝2000m（良） | 2:03.3 (36.9)    | -1.1      | ランニングゲイル       |
|        | 3.     | 22     | 中山   | 若葉S          | OP      | 16    | 1     | 1     | 03.5            | 0（1人）        | 4着  | 大西直宏 | 56        | 芝2000m（重） | 2:04.3 (38.5)    | -0.4      | シルクライトニング     |
|        | 4.     | 13     | 中山   | 皐月賞         | GI      | 18    | 8     | 18    | 51.8            | （11人）        | 1着  | 大西直宏 | 57        | 芝2000m（良） | 2:02.0 (36.5)    | -0.1      | （シルクライトニング） |
|        | 6.     | 1      | 東京   | 東京優駿       | GI      | 17    | 8     | 18    | 13.6            | 0（6人）        | 1着  | 大西直宏 | 57        | 芝2400m（良） | 2:25.9 (35.1)    | -0.2      | （シルクジャスティス） |

## 引退後
1998年からアロースタッドで繋養され、JRAの重賞勝ち馬2頭を出した。
2007年に種牡馬を引退して去勢され、同年11月上旬からは浦河町の乗馬体験型宿泊施設であるうらかわ優駿ビレッジAERUで余生を過ごした。
2011年3月3日、疝痛のためAERUにて17歳で死亡した。
種牡馬としては、初年度産駒の勝ち上がり率の高さが注目されていた。とくに地方競馬で産駒が驚異的なペースで勝ち上がり、フジテレビ『スーパー競馬』で井崎脩五郎がトピックとして持ち出すほどであった。フレッシュサイアーランキングはフサイチコンコルドに次ぐ第2位となったが、これはバランスオブゲームが新潟2歳ステークスを勝利したためで、勝率や勝利数はサニーブライアンの方が多かった。地方競馬単独では2位のマーベラスサンデーに収得賞金ベースでダブルスコアの1位であった。
なお、サイアーランキングのベストは2003年度の39位が最高である。

### グレード制重賞優勝馬
- 1999年産
  - カゼニフカレテ（愛知杯）[14]
- 2000年産
  - グランリーオ（中日新聞杯）[15]

### 地方重賞優勝馬
- 1999年産
  - マルハチストライク（カネユタカオー記念）[16]
  - アートブライアン（トゥインクルレディー賞、ファーストレディー賞）[17]
  - ゴールデンオー（肥後菊賞）[18]
- 2000年産
  - サイレントグリーン（せきれい賞3回）[19]
  - サニーハシレ（サラ・クイーンカップ）[20]
- 2002年産
  - タイムライアン（ブルーバードカップ）[21]

### ブルードメアサイアーとしての産駒
- マイネルピクトル（障害オープン 3勝）
- ダンストンリアル（岩鷲賞）

## エピソード
サニーブライアンは「カツトップエースの再来」とも呼ばれたが、二冠馬となり、日本ダービーが最後の出走となる点まで、カツトップエースと皮肉にも一致することとなった。
サニーブライアン以後、2009年のロジユニヴァースまで関東馬のダービー制覇はなく、また関東所属の騎手としても、ロジユニヴァースに騎乗した横山典弘まで12年間、関東所属のダービージョッキーは現れなかった（大西は2006年に騎手を引退している）。
サニーブライアンの弟や妹たちも宮崎守保オーナーの所有馬として次々と中央競馬でデビューしているが（父カンパラ×母サニースイフトのサニーカンパラーン、全妹にあたるサニーペガサス、サンシャインフォーエヴァー産駒のサニーサンシャイン、トニービン産駒のサニークラッシック、コマンダーインチーフ産駒のサニーコマンダー、アフリート産駒のサニーネイティブ、アジュディケーティング産駒のサニーケーティング）、兄とならぶような大きな活躍をした馬はいない。その原因として中尾銑治調教師は「サニー（ブライアン）が走りすぎちゃったからね」と、ジョークを交えて話している。しかしながら、毎年のように中央競馬でデビューする子供を産むサニースイフトの子出しの良さには、関係者一同大いに感心しているという。

## 血統表
| サニーブライアンの血統（ロベルト系 / Nasrullah5×5=6.25%） | サニーブライアンの血統（ロベルト系 / Nasrullah5×5=6.25%） | サニーブライアンの血統（ロベルト系 / Nasrullah5×5=6.25%） | （血統表の出典）  | （血統表の出典）  |
| 父系                                                      | ロベルト系                                                | ロベルト系                                                | ロベルト系        | [ § 2 ]           |
| 父 *ブライアンズタイム Brian's Time 1985 黒鹿毛           | 父の父Roberto 1969 鹿毛                                   | Hail to Reason                                            | Turn-to           | Turn-to           |
| 父 *ブライアンズタイム Brian's Time 1985 黒鹿毛           | 父の父Roberto 1969 鹿毛                                   | Hail to Reason                                            | Nothirdchance     |                   |
| 父 *ブライアンズタイム Brian's Time 1985 黒鹿毛           | 父の父Roberto 1969 鹿毛                                   | Bramalea                                                  | Nashua            | Nashua            |
| 父 *ブライアンズタイム Brian's Time 1985 黒鹿毛           | 父の父Roberto 1969 鹿毛                                   | Bramalea                                                  | Rarelea           |                   |
| 父 *ブライアンズタイム Brian's Time 1985 黒鹿毛           | 父の母Kelley's Day 1977 鹿毛                              | Graustark                                                 | Ribot             | Ribot             |
| 父 *ブライアンズタイム Brian's Time 1985 黒鹿毛           | 父の母Kelley's Day 1977 鹿毛                              | Graustark                                                 | Flower Bowl       |                   |
| 父 *ブライアンズタイム Brian's Time 1985 黒鹿毛           | 父の母Kelley's Day 1977 鹿毛                              | Golden Trail                                              | Hasty Road        | Hasty Road        |
| 父 *ブライアンズタイム Brian's Time 1985 黒鹿毛           | 父の母Kelley's Day 1977 鹿毛                              | Golden Trail                                              | Sunny Vale        |                   |
| 母 サニースイフト 1988 鹿毛                               | 母の父*スイフトスワロー Swift Swallow 1977 鹿毛           | Northern Dancer                                           | Nearctic          | Nearctic          |
| 母 サニースイフト 1988 鹿毛                               | 母の父*スイフトスワロー Swift Swallow 1977 鹿毛           | Northern Dancer                                           | Natalma           |                   |
| 母 サニースイフト 1988 鹿毛                               | 母の父*スイフトスワロー Swift Swallow 1977 鹿毛           | Homeward Bound                                            | Alycidon          | Alycidon          |
| 母 サニースイフト 1988 鹿毛                               | 母の父*スイフトスワロー Swift Swallow 1977 鹿毛           | Homeward Bound                                            | Sabie River       |                   |
| 母 サニースイフト 1988 鹿毛                               | 母の母サニーロマン 1974 鹿毛                              | *ファバージ Faberge                                       | Princely Gift     | Princely Gift     |
| 母 サニースイフト 1988 鹿毛                               | 母の母サニーロマン 1974 鹿毛                              | *ファバージ Faberge                                       | Spring Offensive  |                   |
| 母 サニースイフト 1988 鹿毛                               | 母の母サニーロマン 1974 鹿毛                              | ファイナルクイン                                          | *ファイナルスコア | *ファイナルスコア |
| 母 サニースイフト 1988 鹿毛                               | 母の母サニーロマン 1974 鹿毛                              | ファイナルクイン                                          | ツキカワ F-No.1-l |                   |
| 母系(F-No.)                                               | 1号族(FN:1-l)                                             | 1号族(FN:1-l)                                             | 1号族(FN:1-l)     | [ § 3 ]           |
| 5代内の近親交配                                           | Nasrullah5×5                                              | Nasrullah5×5                                              | Nasrullah5×5      | [ § 4 ]           |
| 出典                                                      | 1. 2. 3. 4.                                               | 1. 2. 3. 4.                                               | 1. 2. 3. 4.       | 1. 2. 3. 4.       |

### 近親馬
母サニースイフトは中央競馬で4勝を挙げた活躍馬でオークスにも出走（19着）。母の全兄に東京優駿2着のサニースワロー（本馬とは同馬主同厩舎。主戦騎手も大西）がいる。半妹サニークラシックの産駒に福島記念に優勝し、ラジオNIKKEI賞2着のサニーサンデーがいる。
4代母ツキカワは1951年の桜花賞馬。6代母は下総御料牧場の基礎輸入牝馬の1頭である星谷。